# Kotava
O Kotava é uma língua artificial criada com o intuito de servir como uma língua auxiliar internacional neutra. Diferente de outras línguas artificiais tais como o Esperanto e a Língua Franca Nova, que foram baseadas em línguas naturais, o Kotava é completamente a priori, ou seja, seu vocabulário foi criado do zero, para que não seja injustamente mais fácil para nativos de nenhuma língua natural estudá-lo. O slogan adotado pela comunidade do Kotava é "um projeto humanista e universal, utópico e realista". O Kotava é conhecido sobretudo em países francófonos e a maioria do material para aprendê-lo é em francês.

## História
O Kotava foi inventado por Staren Fetcey, uma canadense, que começou o projeto em 1975 com base em seu estudo de projetos anteriores de línguas auxiliares internacionais. O idioma foi disponibilizado ao público pela primeira vez em 1978, e duas grandes revisões foram feitas em 1988 e 1993. Desde então, o Kotava estabilizou-se, e possui um vocabulário com mais de 17 mil raízes básicas. Em 2005, um comitê de sete membros foi estabelecido sob a responsabilidade de guiar o a evolução futura da língua.
O objetivo maior era criar uma potencial língua auxiliar que não fosse baseada em um substrato cultural em particular. Para este fim, vários objetivos menores foram estabelecidos:
- Um sistema fonético simples que pode ser pronunciado com facilidade pela maioria das pessoas.
- Uma gramática simples e totalmente regular que reflita as gramáticas da maioria dos idiomas do mundo.
- Uma morfologia clara em que cada morfema tenha uma função exclusiva e bem definida.
- Um vocabulário a priori que não favoreça nenhum idioma natural. (Isto aparenta ser de importância suprema para a criadora).
- Um grupo de raízes básicas claramente definidas e sem sinônimos.
- Mecanismos para derivação produtiva e composição, de forma a permitir expressividade máxima, da mais genérica à mais sutil e precisa.

## Propriedades linguísticas

### Classificação
Sendo uma língua artificial a priori, as palavras em Kotava não lembram as de nenhuma outra língua, natural ou artificial. A ordem dos constituintes é bastante livre, porém a prática atual tende a ser objeto–sujeito–verbo (OSV). Todos os objetos e outros complementos devem ser introduzidos por preposições. Também há inovações quanto às conjunções e preposições (por exemplo, um sistema de preposições locativas).

### Sistema de escrita
O Kotava é escrito no alfabeto latino, porém sem as letras H e Q. A letra H originalmente era usada para palatizar o L, M, ou N, porém foi eliminada e substituída pelo Y em todos os casos. O único diacrítico utilizado em Kotava é o acento agudo, para marcar a primeira pessoa do singular dos verbos na última vogal da palavra. Assim como em francês, um espaço é adicionado entre o texto e os pontos de exclamação ou interrogação.

### Fonologia
A pronúncia das letras do Kotava é completamente regular:
| alfabeto latino | a     | b   | c   | d   | e     | f   | g   | i   | j   | k   | l   | m   | n   | o     | p   | r   | s   | t   | u   | v   | w   | x   | y   | z   |
| AFI             | [a~ɑ] | [b] | [ʃ] | [d] | [e~ɛ] | [f] | [ɡ] | [i] | [ʒ] | [k] | [l] | [m] | [n] | [o~ɔ] | [p] | [r] | [s] | [t] | [u] | [v] | [w] | [x] | [j] | [z] |
| Nomes           | a     | be  | ce  | de  | e     | fe  | ge  | i   | je  | ke  | le  | me  | ne  | o     | pe  | re  | se  | te  | u   | ve  | we  | xe  | ye  | ze  |

A regra de tonicidade no Kotava é a mesma para todas as palavras com mais de uma sílaba: se a palavra termina com uma consoante, a última sílaba é a tônica; se a palavra termina com uma vogal, a penúltima sílaba é a tônica. A única exceção a esta regra são verbos conjugados na primeira pessoa do singular, que sempre são oxítonos.

### Morfologia
O Kotava tem normas morfológicas rígidas, as quais são explicadas em uma tabela que prescreve ordem e interação. Todas as classes gramaticais são marcadas, de forma que não haja ambiguidade. Substantivos e pronomes são variados e não há sistema de declinação. Não há afixos de número ou gênero, ambos os quais são indicados com partículas e outras palavras se necessário. Uma característica peculiar do Kotava é o princípio "eufônico" que bate com as terminações de adjetivos e outros modificantes com seus substantivos.

### Gramática

#### Pronomes
Os principais pronomes pessoais são os seguintes:
|           | singular | singular | singular | plural      | plural | plural    | plural      |
|           | 1ª       | 2ª       | 3ª       | 1ª          | 2ª     | 3ª        | 4ª          |
| --------- | -------- | -------- | -------- | ----------- | ------ | --------- | ----------- |
| Kotava    | jin      | rin      | in       | min         | win    | sin       | cin         |
| Português | eu       | tu/você  | ele/ela  | nós (incl.) | vocês  | eles/elas | nós (excl.) |

O pronome reflexivo é int e o pronome recíproco é sint. Os possessivos são indicados pela adição do sufixo -af ao pronome pessoal.
Outros pronomes incluem coba (coisa), tan (pessoa desconhecida), tel (pessoa conhecida) e tol (um de dois).

#### Verbos
Os verbos são conjugados em três tempos (presente, pretérito e futuro) e quatro modos (realis, imperativo, subjuntivo e relativo). Além disso, há mecanismos para voz, aspecto, modalidade e outras nuances, permitindo um alto grau de sutileza na expressão. Há sete pessoas para os verbos, entre as quais duas versões da primeira pessoa do plural: uma inclusiva e outra exclusiva.
A primeira pessoa do singular é usada como o lema do verbo. Os sufixos adicionados à raiz indicam a pessoa e o tempo verbal. A seguinte tabela exemplifica a conjugação dos verbos tí (ser) e estú (comer):
| singular         | singular                     | singular               | plural                | plural                | plural                    | plural |
| 1ª               | 2ª                           | 3ª                     | 1ª                    | 2ª                    | 3ª                        | 4ª     |
| ---------------- | ---------------------------- | ---------------------- | --------------------- | --------------------- | ------------------------- | ------ |
| ´                | -l                           | -r                     | -t                    | -v                    | -c                        | -d     |
| tí ("eu sou")    | til ("você é/tu és")         | tir ("ele/ela é")      | tit ("nós somos")     | tiv ("vocês são")     | tic ("eles/elas são")     | tid    |
| estú ("eu como") | estul ("você come/tu comes") | estur ("ele/ela come") | estut ("nós comemos") | estuv ("vocês comem") | estuc ("eles/elas comem") | estud  |

Os seguintes prefixos podem ser adicionados ao verbo:
| Nome  | Função        | Exemplo                                                           |
| ----- | ------------- | ----------------------------------------------------------------- |
| en    | ênfase        | jin en estú ("eu como sim")                                       |
| rotir | possibilidade | jin rotir estú ("eu comeria")                                     |
| me    | negativo      | jin me estú ("eu não como")                                       |
| men   | negativo      | jin koe Paris men irubá ("não estou vivendo em Paris no momento") |
| mea   | negativo      | jin koe Paris mea irubá ("não vivo mais em Paris")                |

O pretérito é indicado por um interfixo, -y-, colocado antes da última vogal:
- jin danká ("eu canto") → jin dankayá ("eu cantei")

Da mesma forma, o futuro é indicado pelo interfixo -t-:
- rin estul ("você come") → rin estutul ("você comerá")

##### Voz
O Kotava tem cinco vozes verbais:
1. ativa - jin doalié ("eu combato")
2. passiva - jin zo doalié ("eu sou combatido")
3. reflexiva - jin va int tcaté ("eu lavo-me")
4. recíproca - sin va sint disuked ("eles se consideram")
5. complementar - va mbi zilí (‘‘recebo um bolo’’)

#### Substantivos
Não há gênero gramatical. Para indicar o sexo ou gênero de uma pessoa ou animal, -ya é usado para o sexo feminino e -ye para o sexo masculino.
| none                             | -ya               | -ye               |
| -------------------------------- | ----------------- | ----------------- |
| krapol ("leão de qualquer sexo") | krapolya ("leoa") | krapolye ("leão") |
| ayik ("humano")                  | ayikya ("mulher") | ayikye ("homem")  |

#### Casos
Em Kotava, as partículas são usadas principalmente para expressar casos.

##### Acusativo
O caso acusativo é formado pela partícula va
- (min) va welfa wit -nós vemos um oceano

##### Genitivo
O caso genitivo é formado pela partícula ke
- mona ke Boris -casa de Boris
- neva ke Sam -livro de Sam

##### Dativo
Para formar o caso dativo, a partícula pu é usada
- (rin) va neva pu jin zilil -Você me dá um livro.

##### Instrumental
No Kotava existem duas formas de caso instrumental, a primeira forma qualifica o instrumento pelo qual a ação é realizada:
- (in) kan ogalt suter -escreve com um lápis.

E a segunda forma descreve o agente que comete a ação:
- neva belina gan jin -o livro que estou lendo

### Números
Os números assumem a forma de radicais que se unem a afixos com certos atributos. Os radicais são:
| - 0 ned- - 1 tan- - 2 tol- - 3 bar- - 4 balem- - 5 alub- - 6 tev- - 7 per- - 8 anhust- - 9 lerd- - 10 san- | - 100 decem- - 1000 decit- - 10 000 kun- - 100 000 vunt- - 1 000 000 celem- - 1 000 000 000 felem- - 1012 tung- - 1015 pung- - 1018 eung- - 1021 zung- - 10244 yung- |

Afixos:
- -oy (números cardinais)
- -eaf (números ordinais)
- -da (anos)
- -ka (dias)
- jon- … -af (multiplicado por)
- fuxe- … -af (dividido por)
- vol- (números negativos)

Sinais matemáticos:
- = dum (é igual a)
- + do (mais)
- - bas (menos)
- × jon (vezes)
- / fuxe (dividido por)

## Literatura
A literatura tem um lugar importante na comunidade de usuários do Kotava. Foram escritas centenas de traduções de romances (Leo Tolstoy, Émile Zola, Guy de Maupassant, Octave Mirbeau, Albert Camus, Molière, Mikhail Sholokhov, Antoine de Saint-Exupéry, Victor Hugo, etc.), contos (La Fontaine, Charles Perrault, Irmãos Grimm, Hans Christian Andersen, lendas do mundo) e outros textos literários (Maquiavel, etc.).

## Kotava na cultura popular
No romance francês Les Tétraèdres ("Os Tetraedros", ISBN 978-2-9536310-0-5), de Yurani Andergan, o Kotava é a língua falada pelos neandertais e transmitida em segredo para seus descendentes por muitas gerações. Ela é recitada por algumas heroínas como longos oráculos.

## Exemplos de texto
Trecho de "A Princesa e a Ervilha", de Hans Christian Andersen: 
Lekeon tiyir sersikye djukurese va sersikya, va sersanhikya. Ta da vaon trasir, va tawava anamelapiyir vexe kotviele koncoba me dojeniayar ; sersikya, jontika tiyid, vexe kas tiyid sersanhikya ? Batcoba tiyir voldrikafa karolara, kotviele koncoba ok arcoba nuvelayad mekotunafa. Gabenapaf in dimdenlapiyir, va sersanhikya loeke co-djudiyir.
Era uma vez um príncipe que queria se casar com uma princesa, mas uma princesa de verdade, de sangue real mesmo. Viajou pelo mundo inteiro, à procura da princesa dos seus sonhos, mas todas as que encontrava tinham algum defeito. Não é que faltassem princesas, não: havia de sobra, mas a dificuldade era saber se realmente eram de sangue real. E o príncipe retornou ao seu castelo, muito triste e desiludido, pois queria muito casar com uma princesa de verdade.
A oração do Pai Nosso:
| Kotava                              | Português                                 |
| ----------------------------------- | ----------------------------------------- |
| Cinaf Gadik koe kelt tigis,         | Pai Nosso que estás no céu,               |
| Rinaf yolt zo tutumtar,             | Santificado seja o vosso nome,            |
| Rinafa gazara artfir,               | Venha a nós o vosso reino,                |
| Rinafa kuranira                     | Seja feita a vossa vontade,               |
| moe tawava lidam kelt zo askir.     | Assim na Terra como no céu.               |
| Va vieleaf beg pu cin re zilil      | O pão nosso de cada dia nos dai hoje      |
| va kota cinafa kantara ixel         | Perdoa as nossas dívidas                  |
| dum pu bagesik dere ixev.           | assim como perdoamos os nossos devedores. |
| Ise gu zoenuca va cin me levplekul, | E não nos deixeis cair em tentação,       |
| Volse gu rote va cin tunuyal.       | mas livrai-nos do mal.                    |

A Declaração Universal dos Direitos Humanos:

Kot ayik sokoblir nuyaf is miltaf gu bagaliuca is rokeem. Va ova is jiluca sodir isen kottan is artan va sint beron gotegid.
Todos os seres humanos nascem livres e iguais em dignidade e em direitos. Dotados de razão e de consciência, devem agir uns para com os outros em espírito de fraternidade.